# Sebeto

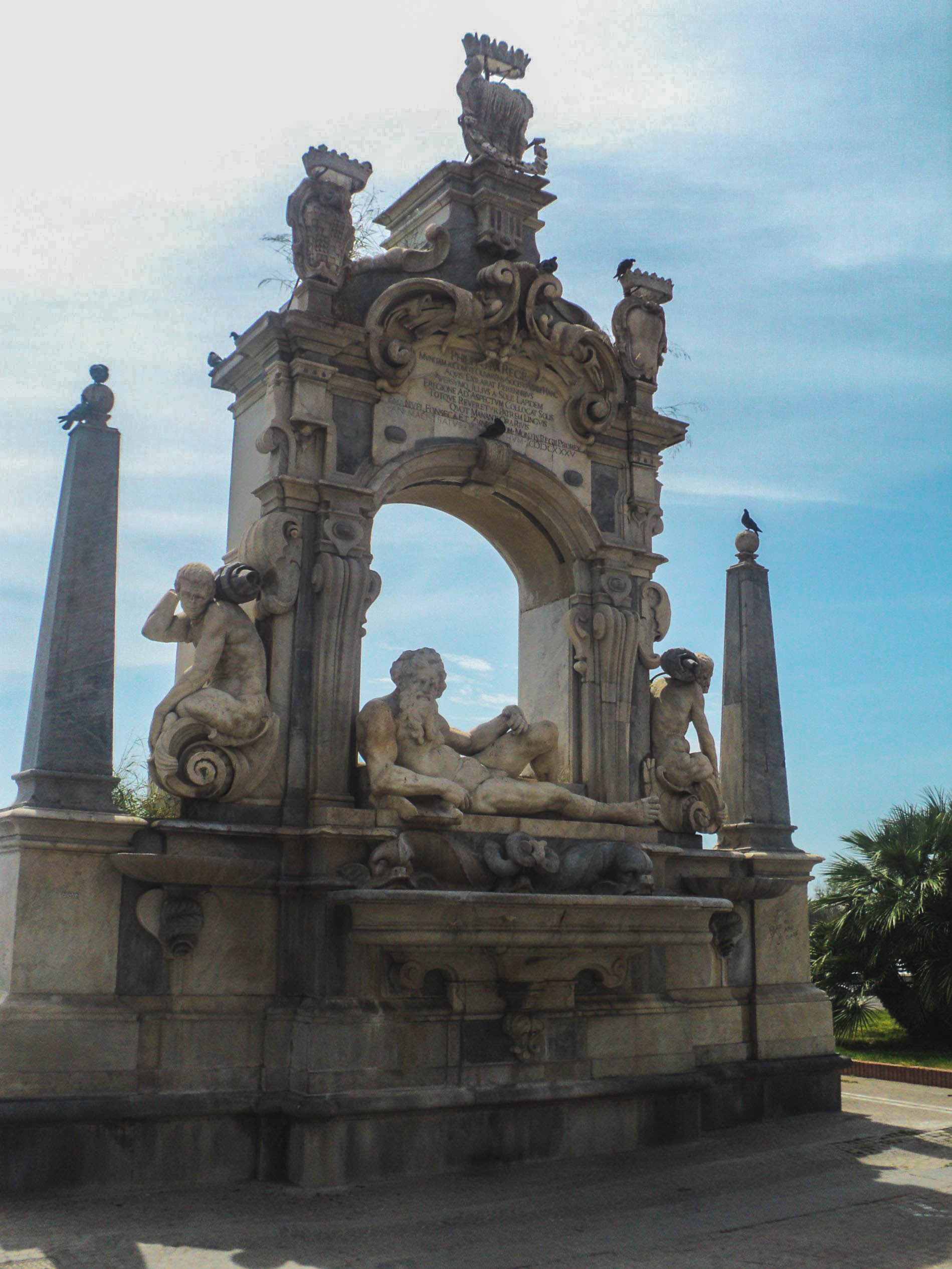
La fontana del Sebeto, che intende simboleggiare l'antico corso d'acqua che bagnava Napoli

Sebéto era il nome del fiume che bagnava l'antica Neapolis. Il corso d'acqua, precedentemente navigabile, già nel Medioevo si era ridotto a un rigagnolo; i brevi tratti sopravvissuti furono definitivamente intombati per permettere l'espansione urbanistica della città partenopea del XX secolo.

## Storia
Il suo antico nome greco, tramandatoci sul verso di alcune monete coniate fra il V secolo a.C. e il IV secolo a.C., era Sepeithos, traducibile come "andar con impeto", probabile riferimento al corso irruento del fiume. La storia o, meglio, la leggenda di questo fiume, si perde nella notte dei tempi. Sappiamo dalle cronache di molti antichi viaggiatori che la greca Neapolis era divisa da Partenope (detta anche "Palepolis") da un fiume, per alcuni navigabile, "fra lo monte S. Erasmo e lo monte di Patruscolo". Vi era, quindi, sull'area su cui insiste l'attuale piazza Municipio, la foce di un fiume. Tra le varie cronache che lo citano vi sono quelle che parlano dell'assedio romano alla città quando Publilio Filone accampò il suo esercito fra Neapolis e Partenope proprio alla foce del Sebeto.
In largo Sermoneta, a Napoli, si erge la seicentesca fontana monumentale del Sebeto, opera di Cosimo Fanzago, in cui il corso d'acqua è raffigurato secondo la classica iconografia delle divinità fluviali.

### Nell'antichità
Il Sebeto nasceva dalle sorgenti della Bolla, situate alle falde del Monte Somma. Durante il suo percorso attraverso gli attuali comuni di Volla, Casalnuovo e Casoria, il fiume si arricchiva di acque piovane. Prima di terminare il suo corso e sfociare nel golfo di Napoli si divideva in due rami: uno di essi finiva in un punto imprecisato sotto la collina di Pizzofalcone, tra le attuali piazza Borsa e piazza Municipio; l'altro sfociava in mare in una zona più a oriente, verso l'attuale Ponte della Maddalena. Le più antiche testimonianze storiche sembrano identificare il Sebeto solo nel primo ramo che sfociava presso l'originario insediamento greco (la presenza di un insediamento umano corrobora la tesi che vuole la presenza in quell'area di un corso d'acqua). In seguito allo sviluppo urbanistico della città - e dunque all'interramento del primo ramo del corso d'acqua - il nome Sebeto sarebbe stato utilizzato esclusivamente per riferirsi al corso d'acqua che sfociava nell'area orientale.
Verso la fine del Medioevo, il corso del fiume cominciava già ad essere seriamente ridimensionato a causa dello sviluppo urbanistico della città. Nel 1340 Petrarca si recava a Napoli alla ricerca del Sebeto spinto dai riferimenti fatti in epoca romana da Virgilio, Tito Livio, e Stazio, ma il fiume era ormai ridotto a un rigagnolo che trovava la sua strada tra i palazzi. Non è possibile capire con precisione a quale dei due corsi d'acqua Petrarca facesse riferimento.
Nel 1635, quando a Cosimo Fanzago fu commissionata la costruzione della Fontana del Sebeto, il fiume doveva appartenere ormai più alla leggenda che alla realtà, anche se Tommaso de Santis, nel libro Storia del tumulto di Napoli , che tratta la rivoluzione di Masaniello, così narra le vicende del cadavere di Masaniello: "Quivi lo rizzarono, e lavato che l'ebbero al Sebeto, lo portarono a Port'Alba".
All'inizio del diciannovesimo secolo Salvatore de Renzi, cita il fiume Volla che sorge alle falde del Vesuvio, le cui sorgenti sono circondate da altre minori che scorrono e confluiscono nel fiume Sebeto. Le acque alimentano alcune fontane a Poggio Reale, passando  per porta Capuana  e i pozzi della parte bassa della città ,dando acqua ai quartieri di Vicaria, S. Lorenzo, S.Giuseppe, e a quelli di Mercato ,Pendino e Porto fino alla Darsena. 
In alcune foto di fine Ottocento si possono scorgere dei contadini che trasportano merci e animali affondando fino alle ginocchia nella melma del presunto Sebeto. Un'altra importante testimonianza dell'esistenza di questo fiume ci viene da Raffaele de Cesare, che nel suo libro La fine di un Regno, così si esprime in merito ad alcune innovazioni avvenute nel Regno: "Nel 1858 il Marchese Francesco e il Cavaliere Luigi Patrizi chiedevano il permesso di costruire due mulini sulle rive del Sebeto, in una loro tenuta presso la pianura della Bolla"; anche se ormai il fiume era diventato solo un'area da bonificare. Nel XX secolo, il rapido sviluppo dei quartieri orientali della città di Napoli cancellò quasi ogni traccia del mitico corso d'acqua.

### Nel ventunesimo secolo
Le trasformazioni urbane che hanno caratterizzato il territorio, specie verso est, hanno prima ridimensionato e, in seguito, intombato il corso del fiume. È visibile in via Lufrano ad Arpino, frazione di Casoria, e a Napoli ad est, poco prima di giungere al Ponte della Maddalena, in via Generale Francesco Sponzilli all'incrocio con via Galileo Ferraris; è inoltre visibile un breve tratto di circa venti metri che scorre sotto un ponte autostradale. È possibile che il Sebeto fosse il torrente Arenaccia, attualmente completamente interrato.
Al Sebeto vengono imputate le infiltrazioni che deteriorano le opere pubbliche edificate nei pressi del suo corso e all'innalzamento della sua falda i ricorrenti allagamenti nella Stazione di Poggioreale della Ferrovia Circumvesuviana.

## Nella cultura di massa
Una cantata per voce di basso e basso continuo di Alessandro Scarlatti, conservata presso la biblioteca del Conservatorio di S.Pietro a Majella, si intitola Nel mar che bagna al bel Sebeto il piede. Dalla scrittura musicale risulta che l'accento della parola cadeva sulla seconda "e" ed era acuto: "Sebéto". Si tratta di una cantata d'argomento arcadico, cioè bucolico e pastorale, in cui sono ritratte gare di vele alla foce del fiume e, in parallelo, una "gara d'amore" che nasce tra due pastori dai mitologici nomi di Elpino e Nice. Lo stesso Alessandro Scarlatti scrive una cantata dal titolo Nel mar che bagna a Mergellina il piede, d'identico argomento e identica ambientazione.
Nella serenata in un atto La concordia dei pianeti (1723) di Antonio Caldara, si menziona il Sebeto assieme a altri fiumi (“l'Istro, il Reno, la Mossa, il Po, il Sebeto”) che "mormorano" il nome dell'imperatrice Elisabetta Cristina, regnante assieme a Carlo VI. Anche nel melodramma di Tiberio Natalucci Il viaggio di Bellini, con testo di Cassiano Zaccagnini, è citato questo fiume: Bellini, all'apertura della 5ª scena del 1° atto infatti canta «Del bel Sebeto le incantate sponde / Son presso omai: ricalcherò quel suolo / Che de sudori miei primo bagnai...».